# Technologie intellectuelle
Une technologie intellectuelle est un outil ou dispositif utilisé par un être humain en vue de renforcer ses capacités intellectuelles ou cognitives. Introduit en sociologie et anthropologie au début des années 1970, ce concept est aujourd'hui couramment employé en sciences humaines et sociales.

## Origine et évolution du concept
Selon Pascal Robert, l'expression technologie intellectuelle est pour la première fois définie dans un ouvrage du sociologue américain Daniel Bell. Publié en 1973, Vers la société post-industrielle qualifie de technologie intellectuelles les dispositifs informatiques qui semblent appelés, selon Bell, à jouer un rôle sans cesse croissant dans la gestion des sociétés occidentales. Cette définition est assez restrictive puisqu'elle se focalise exclusivement sur les productions textuelles des ordinateurs : « La technologie intellectuelle apparaît avec la substitution aux jugements intuitifs d’algorithmes, c’est-à-dire de règles de résolution de problèmes ». Néanmoins, Bell éclaircit déjà les enjeux propres à la notion, en établissant un lien entre pratique de communication, prolongation de l'acte de cognition et mécanisme répondant à une complexité sociale accrue.
En 1979, l'anthropologue Jack Goody reprend l'expression de Bell dans La Raison graphique. Il en élargit considérablement le champ sémantique et historique. Ce qui intéresse Goody, ce n'est pas l'élaboration des langages informatiques, mais les conséquences de l'introduction de l'écriture dans une communauté humaine. En effet, dans son optique, l'exercice de la cognition dépend étroitement des outils de communication employés. L'écriture ne permet pas seulement préserver la pensée ; elle la forme et la transforme : « Ces nouveaux moyens de communication transforment la nature même des processus de la connaissance ». Le document écrit s'inscrit en effet dans un cadre spatial qui permet d'élaborer de nouvelles relations entre les énoncés. Des dispositifs comme la liste ou le tableau autorisent l'exercice d'une combinatoire élaborée. Ils favorisent à terme tout un processus d'abstraction et de détachement du donné immédiat : « Quand je dis que les listes d’Ugarit sont simples, abstraites et ordonnées, je veux dire que leur simplicité est de nature formelle en grande partie parce que l’information y apparaît comme détachée de la situation sociale dans laquelle elle était pensée aussi bien que du contexte linguistique ». La langue orale devient un objet d'analyse : les mots sont distingués et des règles grammaticales sont établies. Les nombres, jusqu'alors concrets, sont appréhendés dans l'abstrait.  L'écriture fournit ainsi une « technique de distribution spatiale de l'information », qui projette sur une surface fixe un savoir humain et, ce faisant, le stocke et le rend disponible pour des manipulations ultérieures.
La Raison graphique et la Logique de l'écriture contribuent à populariser la notion de technologie intellectuelle dans le monde francophone. Plusieurs chercheurs réputés s'en saisissent : Michel Serres, Bruno Latour, François Dagognet… La notion tend à agréger de nouvelles acceptions. En 1990, le philosophe Pierre Lévy définit la technologie intellectuelle comme un réseau hétérogène d'interfaces en évolution constante. À ce titre, elle ne qualifie pas seulement des documents écrits, mais aussi des constructions sociales : « toute institution peut être considérée comme une technologie intellectuelle ». Ce nouvel élargissement terminologique est plutôt critiqué par Pascal Robert. En effet, « n'est-ce pas aussi entériner la dissolution même de la notion, puisqu'il semble que tout processus, dès lors qu'il relève d'une manière ou d'une autre du penser/classer puisse être qualifié de technologie intellectuelle ? ». 
Une critique du même type avait été faite, à la fin des années1980, par Pierre Mœglin et plusieurs collègues, dans un ouvrage intitulé Culture et paradigme informatique. Lecture critique de la Machine Univers de Pierre Lévy, republié en 2018. Pierre Mœglin y écrit notamment: "Autrement dit, à la fois moteur et modèle, l’informatique (après l’écriture) ne se contenterait pas de jouer un rôle d’« opérateur social » instituant « le monde comme tel » (Machine Univers : 38). Par sa fonction objectivante, elle nous conduirait aussi à « renouveler nos interrogations sur le devenir et la vie » (Machine Univers : 8). Par où l’on voit alors comment, faisant l’économie de la prise en compte sociologique des phénomènes sociaux, les perspectives épistémologique et anthropologique renvoient l’une à l’autre chez Pierre Lévy."
À la fin des années 1990, plusieurs définitions systématiques sont proposées, en particulier par des chercheurs en sciences de l'information et de la communication comme Pascal Robert ou Emmanuël Souchier. Elles contribuent à fixer une notion actuellement convoquée dans de nombreuses études en sciences humaines et sociales.